# NGC 5798
NGC 5798 је галаксија у сазвежђу Волар која се налази на NGC листи објеката дубоког неба.
Деклинација објекта је + 29° 58' 5" а ректасцензија 14h 57m 37,9s. Привидна величина (магнитуда) објекта NGC 5798 износи 13,0 а фотографска магнитуда 13,6. Налази се на удаљености од 45,427 милиона парсека од Сунца. NGC 5798 је још познат и под ознакама UGC 9628, MCG 5-35-28, CGCG 164-47, WAS 94, IRAS 14555+3009, PGC 53463.